# Laomedonte

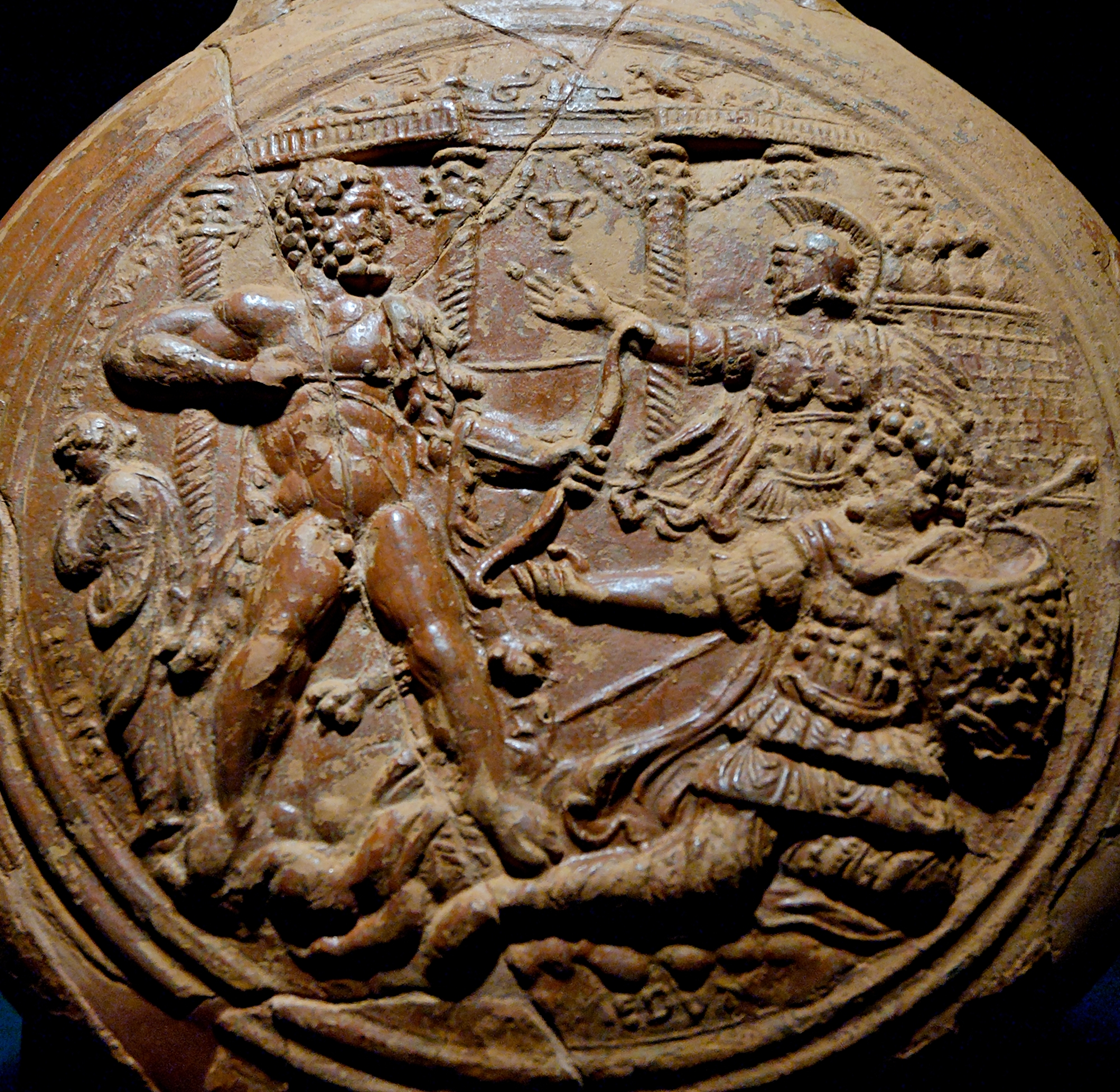
Héracles matando Laomedonte, terra sigillata, frasco do Sul da Gália, final do século I-início do século II

Na mitologia grega, Laomedonte foi um rei de Troia, pai de Príamo, Lampo, Hicetaon, Hesíone, Proclia, Étila, Astíoque, Medesicaste e Titono.

## Família
Ele era filho de Ilo II, filho de Tros e Calírroe, que se casou com Eurídice, filha de Adrasto.
Existem várias versões sobre com quem Laomedonte se casou:
- Estrimo, filha de Escamandro
- Plácia, filha de Otreu
- Leucipe

Ele teve vários filhos: Titono, Lampo, Hicetaon, Podarces, Hesíone, Cilla, Astíoque, Proclia,, Medesicaste, Étila e Bucólio, este último filho da ninfa Calibe.

## Reinado
Seu filho Titono foi levado pela deusa Eos (Aurora) para a Etiópia, onde eles tiveram dois filhos: Emátio e Memnon.
Sua filha Proclia casou-se com Cicno, e foi a mãe de Tenes e Hemiteia.

### Muralhas de Troia
Posídon e Apolo quiseram testar Laomedonte, e, assumindo uma forma humana, se ofereceram para fortificar Troia por um preço. Porém, quando tudo foi concluído, Laomedonte recusou-se a dar-lhes o prêmio prometido e Apolo enviou uma praga e Posidão um monstro marinho, que devastaram a região.
Aconselhados por um oráculo, os troianos ofereceram Hesíone, a filha de Laomedonte, que foi amarrada às rochas à beira do mar. Aconteceu que Héracles estava a regressar da sua expedição contra as Amazonas, e ele prometeu salvar Hesíone matando o monstro marinho, se lhe fosse prometido que Laomedonte lhe daria os cavalos divinos que possuía, oferecidos por Zeus em troca de Ganímedes. Laomedonte concordou, e Héracles matou o monstro, mas a promessa foi quebrada.
Héracles voltou a Troia, depois de terminas seus doze trabalhos e de passar um tempo servindo a Ônfale,  e matou Laomedonte e os seus filhos, à excepção de Podarge, que lhe deu um véu dourado, oferecido pela sua irmã Hesíone.  Esta foi depois dada a Télamo e Podarge a partir desse dia ficou conhecido como Príamo.

## Após o saque
Hesíone, entregue como escrava a Télamo, foi mãe de Teucro. Outras filhas, Étila, Astíoque e Medesicaste foram levadas como escravas para a Itália, mas incendiaram os próprios navios, no local onde havia um rio, que passou a se chamar Náveto.